# Notre-Dame-de-Monts
Notre-Dame-de-Monts település Franciaországban, Vendée megyében. Lakosainak száma 2293 fő (2022. január 1.). Notre-Dame-de-Monts La Barre-de-Monts és Saint-Jean-de-Monts községekkel határos.

## Népesség
A település népességének változása:
| Lakosok száma | 1997 | 2029 | 2113 | 2105 | 2143 | 2149 | 2158 | 2160 | 2293 |
|               | 2013 | 2015 | 2016 | 2017 | 2018 | 2019 | 2020 | 2021 | 2022 |